# Глухониколаевка
Глухоникола́евка — село в Нижнеомском районе Омской области. Административный центр Глухониколаевского сельского поселения.

## История
Основано в 1892 году. В 1928 году деревня Глухо-Николаевка состояла из 230 хозяйств, основное население — русские. В административном отношении являлась центром Глухо-Николаевского сельсовета Калачинского района Омского округа Сибирского края.

## Население
| 2010 |
| ---- |
| 550  |

## Улицы
| - пер. Административный, - пер. Банный, - ул. Воронкова, | - ул. Дорожная, - ул. Лесная, - ул. Молодёжная, | - ул. Набережная, - ул. Центральная, - ул. Школьная. |

## Известные уроженцы
- Воронков, Иван Яковлевич (1919—1943) — советский военнослужащий, старший сержант, Герой Советского Союза.